# Новоибрайкинское сельское поселение
Новоибрайкинское се́льское поселе́ние — муниципальное образование в Аксубаевском районе Татарстана Российской Федерации.
Административный центр — село Новое Ибрайкино.
Местные жители являются , Мишар

## История
Статус и границы сельского поселения установлены Законом Республики Татарстан от 31 января 2005 года № 24-ЗРТ «Об установлении границ территорий и статусе муниципального образования "Аксубаевский муниципальный район" и муниципальных образований в его составе»

## Население
| 2010  | 2011  | 2012  | 2013  | 2014  | 2015  | 2016  |
| ----- | ----- | ----- | ----- | ----- | ----- | ----- |
| 1452  | ↘1446 | ↘1413 | ↘1394 | ↘1380 | ↘1320 | ↘1287 |
| 2017  | 2018  | 2019  | 2020  |       |       |       |
| ↘1267 | ↘1235 | ↘1207 | ↘1171 |       |       |       |

## Состав сельского поселения
| № | Населённый пункт | Тип населённого пункта       | Население |
| - | ---------------- | ---------------------------- | --------- |
| 1 | Новое Ибрайкино  | село, административный центр | ↘1178     |